# Seututie 367
Pour les articles homonymes, voir Route 367.
La route régionale 367 (finnois : Seututie 367) est une route régionale allant du centre de Kouvola jusqu'à Kiehuva à Kouvola en Finlande,,.

## Présentation
La seututie 367 est une route régionale de la Vallée de la Kymi.